# Артесонраху
Артесонраху (ісп. Artesonraju) — гора у гірському хребті Кордильєра-Бланка, частині Перуанських Анд, що має вигляд видовищної снігової піраміди та розташована між ущелинами Санта-Крус на півночі та Парон на півдні.
Ця гора дуже популярна серед альпіністів. Існує два головних маршрути сходження на неї: перший йде уздовж північної частини хребта від ущелини Санта-Крус, другий — південно-східним схилом від озера Парон. Останній маршрут вимагає доброї підготовки для сходження льодом, через те, що схили гори мають нахил понад 50 градусів протягом понад 600 м підйому.
Вершина Артесонраху відома хрупкістю та великою частотою лавин, особливо на початку альпіністського сезону, через що на її схилах потрібна додаткова обережність.
Вважається, що саме ця вершина, оточена півколом зірок, є символом компанії Paramount Pictures.